# Pruillé-le-Chétif
 Pruillé-le-Chétif  es una población y comuna francesa, situada en la región de Países del Loira, departamento de Sarthe, en el distrito de Le Mans y cantón de Allonnes (Sarthe).

## Demografía
| 528 | 555 | 594 | 771 | 1036 | 1222 |
| Para los censos de 1962 a 1999 la población legal corresponde a la población sin duplicidades (Fuente: INSEE [Consultar]) |     |     |     |      |      |